# Camarones (Chubut)
Camarones  è un comune dell'Argentina ed è situato nel dipartimento di Florentino Ameghino, in provincia di Chubut. È l'unico comune del dipartimento di Florentino Ameghino e ne è il capoluogo. Cittadina di pescatori, si affaccia sul golfo San Jorge.